# Pojistná událost

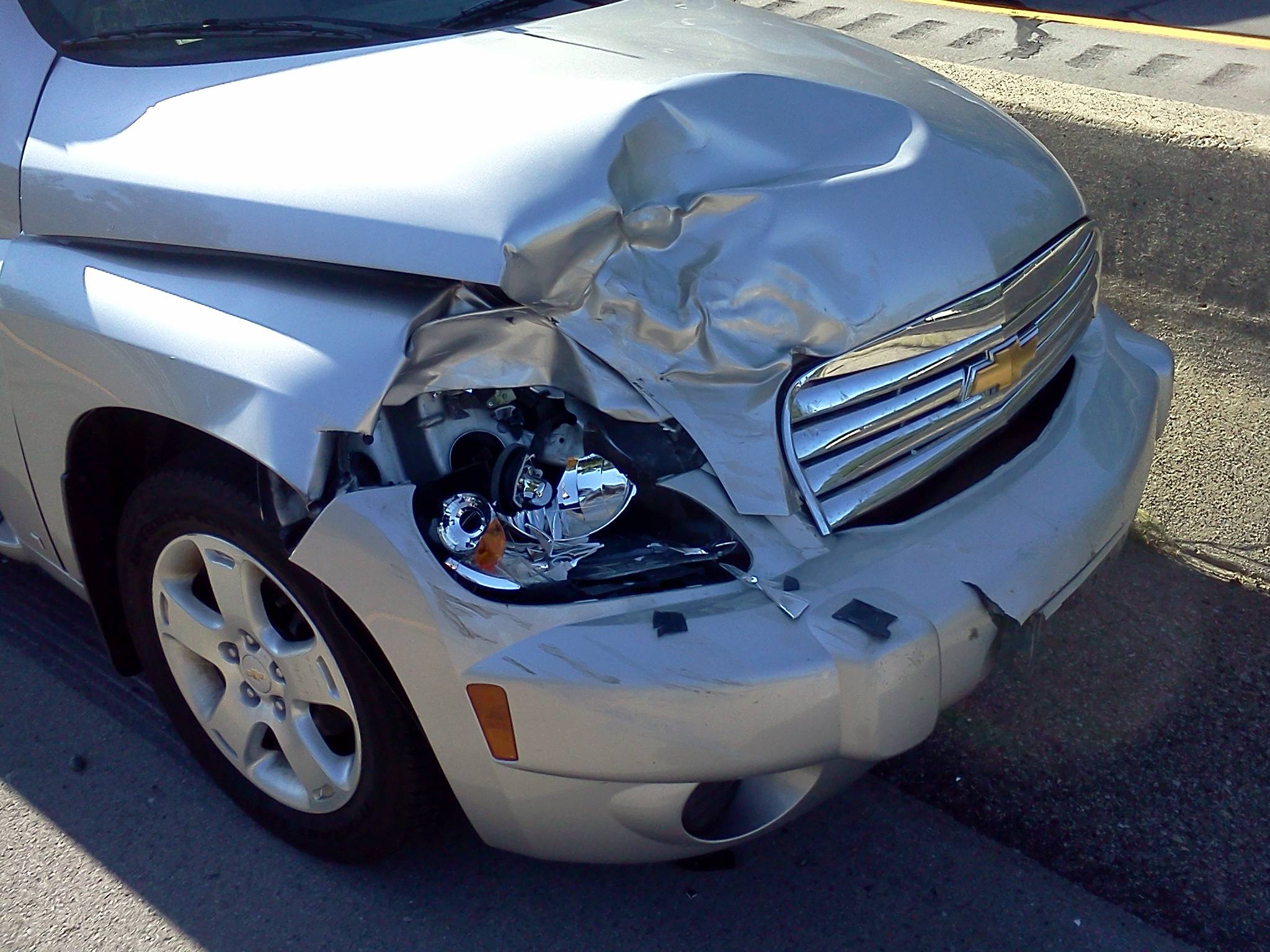
Automobilovou nehodou došlo při splnění dalších podmínek k pojistné události

Pojistná událost je nahodilá událost, při které vzniká nárok na pojistné plnění. Její nahlášení (a případné doložení, že se jedná skutečně o pojistnou událost) je povinností pojištěného. Po nahlášení zahajuje pojišťovna tzv. likvidaci pojistné události, při které likvidátor posoudí nárok na pojistné plnění a vyčíslí škodu. Je-li nárok uznán, vyplatí pojišťovna pojištěnému nebo poškozenému pojistné plnění.

## Právní úprava
Dle zákona č. 37/2004 Sb., o pojistné smlouvě, je pojistná událost definována jako nahodilá skutečnost blíže označená v pojistné smlouvě nebo ve zvláštním právním předpisu, na který se pojistná smlouva odvolává, se kterou je spojen vznik povinnosti pojistitele poskytnout pojistné plnění.

### Nahlášení a likvidace pojistné události
Každou vzniklou pojistnou událost je pojištěný povinen v co možná nejkratším čase ohlásit pojistiteli (pojišťovně), po kterém žádá vyplacení pojistného plnění. Obecně to je dáno v § 14 zákona o pojistné smlouvě; konkrétně tuto povinnost upravují všechny pojišťovny ve svých pojistných podmínkách.
Důkazní břemeno, tedy povinnost prokázat, že došlo k pojistné události, má pojistník a pojištěný. Pokud by některý z nich podal nepravdivé vysvětlení nebo některé podstatné údaje zamlčel, mohlo by jít o pojistný podvod podle § 250a trestního zákona.
Pojišťovna je povinna bez odkladů zahájit šetření. Není-li určeno jinak, musí toto šetření skončit do 3 měsíců. Nemůže-li tak učinit, musí oznámit pojištěnému důvody důvody, proč to není možné. Na jeho žádost mu musí vyplatit přiměřenou zálohu (to však jen za předpokladu, že je jisté, ze existuje právo na pojistné plnění, ale nelze zatím zjistit jeho výši).
Po skončení šetření je pojišťovna povinna sdělit jeho výsledky oprávněné osobě (obvykle pojištěnému). Forma tohoto sdělení není předepsána, ale obvykle se však výsledky šetření sdělují písemně.

### Promlčení
Datum vzniku pojistné události má vliv na promlčení práva na pojistné plnění. Pro promlčení v občanských sporech platí obecně tříletá promlčecí doba podle § 629 občanského zákoníku. Zákon o pojistné smlouvě v § 8 tuto lhůtu ponechává, s výjimkou životního pojištění, kde ji prodlužuje na 10 let. Pro všechny případy navíc stanovuje, že promlčecí doba začíná běžet za 1 rok po pojistné události.
Cílem prodloužení promlčecí doby v případě životního pojištění je posílení ochrany spotřebitele pro případy, kdy je pojistná smlouva, zejména pro případ smrti, sjednána ve prospěch někoho dalšího (v pojistné terminologii tzv. obmyšleného), kterému nemusela být ihned známa existence smlouvy, nebo pojistné události (smrti), a nemusel tedy vědět o svém právu na pojistné plnění.

## Příklady pojistných událostí
Pojistná událost se liší v závislosti na druhu sjednaného pojištění. Například v případě životního či úrazového pojištění se může jednat o úraz (bez či s trvalými následky) nebo o smrt. U pojištění motorových vozidel se jedná zejména o dopravní nehody. U dopravních nehod je v některých případech nutno přivolat policii; jedná se o případy uvedené v zákoně č. 361/2000 Sb., o silničním provozu, především jde o nehody se zraněním zúčastněné osoby.
Po nahlášení pojistné události probíhá likvidace pojistné události pojišťovnou, během které je posuzován nárok klienta na pojistné plnění. Likvidace zahrnuje zpravidla i fázi šetření, která má za úkol zjistit, zda a do jaké míry se oznámení pojištěného zakládá na pravdě.

## Škodní událost
Od pojistné události je třeba odlišovat pojem škodní událost. Tou je podle § 3 zákona o pojistné smlouvě skutečnost, ze které vznikla škoda a která by mohla být důvodem vzniku práva na pojistné plnění. Škodní událost tedy sama o sobě nemusí být pojistnou událostí; pojistná událost se z ní stane, teprve pokud odpovídá pojistným podmínkám.
Nastala-li škodní událost, např. vykradení sklepa, je třeba z pojistných podmínek, příslušejících k pojistné smlouvě zjistit, zda se toto pojištění na vykradení sklepa vztahuje (přesněji, zda je pojištěním tato škodní událost kryta). Pak je třeba ověřit ještě většinou „triviální“ okolnosti, např. zda pojištění nezaniklo (např. uplynutím dohodnuté doby, nebo nezaplacením pojistného). Teprve potom se ze škodní události stane pojistná událost a vzniká výše citovaná „povinnost pojistitele poskytnout pojistné plnění.